# Ket Loius Thien
Ket Loius Thien es un deportista malasio que compitió en taekwondo. Ganó una medalla de bronce en el Campeonato Asiático de Taekwondo de 1974, en la categoría de +80 kg.

## Palmarés internacional
| Campeonato Asiático | Campeonato Asiático  | Campeonato Asiático | Campeonato Asiático |
| Año                 | Lugar                | Medalla             | Categoría           |
| ------------------- | -------------------- | ------------------- | ------------------- |
| 1974                | Seúl (Corea del Sur) | Medalla de bronce   | +80 kg              |